# Fertescholmasch
Fertescholmasch (ukrainisch Фертешолмаш; russisch Фертешолмаш, slowakisch Fertešalmáš, ungarisch Fertőalmás) ist ein Dorf mit etwa 1000 Einwohnern im Westen der ukrainischen Oblast Transkarpatien im Dreiländereck Ukraine–Ungarn–Rumänien.
Das Dorf mit über 95 % ungarischsprachiger Einwohnerschaft liegt im Rajon Berehowe etwa 30 km südwestlich vom ehemaligen Rajonzentrum Wynohradiw und etwa 3 km östlich vom Dorf Welyka Palad, zu deren Landratsgemeinde im Rajon Wynohradiw es bis 2020 administrativ gehörte, seither ist es ein Teil der Landgemeinde Pyjterfolwo. Fertescholmasch befindet sich in einem nach Ungarn und Rumänien hineinragendem Gebiet unmittelbar an der Grenze zu den beiden Staaten. Das Gebiet wird im Norden vom Fluss Batar und im Süden vom Fluss Tur umflossen.
1945 bekommt der Ort den ukrainischen Namen Ferteschowe (Фертешове) und wird am 25. Juni 1946 in Sabolottja (Заболоття) umbenannt. Am 8. Dezember 2000 kam es zur Rückbenneung des Ortes auf den heutigen Namen.